# Хилл, Артур, 2-й маркиз Дауншир
Артур Хилл, 2-й маркиз графства Дауншир (англ. Arthur Hill, 2nd Marquess of Downshire; 3 марта 1753 — 7 сентября 1801)- англо-ирландский аристократ и член парламента. Он был известен как виконт Фэрфорд с 1753 по 1789 год и граф Хиллсборо с 1789 по 1793 год.

## Биография
Родился 3 марта 1753 года. Сын Уиллса Хилла, 1-го графа Хиллсборо и 1-го маркиза Дауншира (1693—1793), и леди Маргаретты Фицджеральд (? — 19 января 1766), дочери Роберта Фитцджеральда, 19-го графа Килдэра (1675—1743), и леди Мэри О’Брайен.
Он поступил в колледж Магдалины в Оксфорде в 1771 году и получил степень магистра в 1773 году.
Артур Хилл заседал в Палате общин Великобритании от Лоствитхила в 1774—1780 годах и Малмсборо в 1780—1784 годах. Он также представлял графство Даун в Ирландской палате общин с 1776 по 1793 год, когда он унаследовал титул маркиза Дауншира.
В течение этого периода Артур Хилл занимал ряд гражданских и военных должностей как в Англии, так и в Ирландии. 22 марта 1775 года он был произведен в капитаны Хартфордширской милиции, а 4 мая 1787 года — в подполковники полка, подав в отставку 4 июня 1794 года. Назначенный заместителем губернатора графства Даун 6 августа 1779 года, он был избран главным шерифом графства в 1785 году. Артур Хилл, граф Хиллсборо, каким он тогда был, был избран членом Королевского общества 22 января 1790 года и заместителем лейтенанта Беркшира 12 мая 1792 года.
После смерти своего отца 7 октября 1793 года Артур Хилл унаследовал титул 2-го маркиза Дауншира в Пэрстве Ирландии, а также другие его вспомогательные титулы, в том числе титул 2-го графа Хиллсборо в Пэрстве Великобритании. Он также сменил своего отца на посту наследственного констебля форта Хиллсборо, а также на посту хранителя рукописей (Custos Rotulorum) графства Даун (16 октября) и губернатора графства Даун (17 октября). 7 ноября 1793 года он был назначен членом Тайного совета Ирландии.
Маркиз Дауншир энергично выступил против Акта об унии Великобритании и Ирландии в 1800 году и был наказан правительством за свое противодействие, будучи отстранен от должности губернатора Дауна, полковника милиции Дауншира и вычеркнут из списка членов Тайного совета 12 февраля 1800 года.

## Семья
29 июня 1786 года Артур Хилл женился на Мэри Сэндис (19 сентября 1764 — 1 августа 1836), дочери полковника, достопочтенного Мартина Сэндиса (1729—1768) и мэри Трамбулл (? — 1769), от которой у него было семеро детей:
- Артур Бланделл Сэндис Трамбулл Хилл, 3-й маркиз Дауншир (8 октября 1788 — 12 апреля 1845), старший сын и преемник отца
- Генерал-лейтенант Артур Мойзес Уильям Хилл, 2-й барон Сэндис[англ.] (10 января 1792 — 16 июля 1860)
- Леди Шарлотта Хилл (15 июля 1794 — 30 сентября 1821)
- Леди Мэри Хилл (8 июля 1796 — 24 мая 1830)
- Артур Маркус Сесил Сэндис, 3-й барон Сэндис[англ.] (28 января 1798 — 10 апреля 1863)
- Лорд Артур Огастас Эдвин Хилл (13 августа 1800 — 10 июля 1831)
- Майор лорд Джордж Огастас Хилл[англ.] (9 декабря 1801 — 6 апреля 1879), 1-я жена с 1834 года Кассандра Джейн Найт (1806—1842), 2-я жена с 1847 года Луиза Найт (1804—1889), сестра первой. Четверо детей от первого брака, и один сын — от второго.

Его последний сын, лорд Джордж Хилл, родился посмертно, так как Дауншир покончил жизнь самоубийством 7 сентября 1801 года. Его вдова Мэри считала, что его ранняя смерть отчасти была вызвана унижением со стороны правительства, и после этого была злейшим врагом Роберта Стюарта, виконта Каслри. Она была наследницей своего дяди Эдвина Сэндиса, 2-го барона Сэндиса, и поместий своего деда Уильяма Трамбулла, включая Истэмпстед-парк. В 1802 году, после смерти маркиза Дауншира, его вдова Мэри Хилл получила титула 1-й баронессы Сэндис.
У Хилла также был внебрачный сын Уильям Артур Дор-Хилл, родившийся в 1778 году, со своей любовницей Сарой Дор (которая позже вышла замуж за Уильяма Гарроу).